# Józef Garbień
Józef Daniel Garbień (Łupków, 11 december 1896 – Cieszyn, 3 mei 1954) was een Pools voetballer. Hij was afgestudeerd aan de universiteit van Lviv met een doctoraat in de geneeskunde, waardoor hij na zijn carrière als voetballer onder meer directeur was van het ziekenhuis van Chrzanów.
Garbień speelde 8 wedstrijden voor het Pools voetbalelftal. Hij debuteerde op 28 mei 1922 in een wedstrijd tegen Zweden. In deze wedstrijd scoorde hij de 1-2, hierdoor won Polen voor het eerst een interland.